# Ilford Photo
Ilford Photo este un producător britanic cu sediul în Knutsford de materiale fotografice precum filme, hârtie, produsele chimice de developare alb-negru, precum și gama de materiale de imprimare color.
1. ↑  Ilford Ltd., 20th Century Press Archives, accesat în 27 iulie 2021